# Flaminio Piatti
Flaminio Piatti (ur. 11 lipca 1552 w Mediolanie, zm. 1 listopada 1613 w Rzymie) – włoski kardynał.

## Życiorys
Urodził się 11 lipca 1552 roku w Mediolanie, jako syn Girolama Piattiego i Antonii Vicemale. Studiował na Uniwersytecie Pawijskim, gdzie uzyskał doktorat utroque iure, a następnie został audytorem Roty Rzymskiej. 6 marca 1591 roku został kreowany kardynałem diakonem i otrzymał diakonię Santa Maria in Domnica. 15 marca 1593 roku został podniesiony do rangi kardynała prezbitera i otrzymał kościół tytularny San Clemente. W latach 1610–1611 był kamerlingiem Kolegium Kardynałów. Zmarł 1 listopada 1613 roku w Rzymie.